# Обуркі (Пшасниський повіт)
Обуркі (пол. Obórki) — село в Польщі, у гміні Єднорожець Пшасниського повіту Мазовецького воєводства.
Населення — 132 особи (2011).
У 1975-1998 роках село належало до Остроленцького воєводства.

## Демографія
Демографічна структура станом на 31 березня 2011 року:
|          | Загалом | Допрацездатний вік | Працездатний вік | Постпрацездатний вік |
| -------- | ------- | ------------------ | ---------------- | -------------------- |
| Чоловіки | 79      | 21                 | 48               | 10                   |
| Жінки    | 53      | 11                 | 28               | 14                   |
| Разом    | 132     | 32                 | 76               | 24                   |